# 後藤陽一
後藤 陽一（ごとう よういち、1913年11月2日 - 2002年3月17日）は、日本の歴史学者。専門は日本近世史。広島大学名誉教授、広島修道大学名誉教授。

## 経歴
大正2年（1913年）、熊本県に生まれる。昭和12年（1937年）、広島文理科大学を卒業。昭和15年（1940年）から1年間は旧制崇徳中学校歴史科嘱託教員。昭和18年（1943年）からは広島県立広島女子専門学校教授。昭和23年（1948年）から広島文理科大学助教授を務めた。昭和29年（1954年）から新制広島大学教養部教授。昭和49年（1974年）から昭和52年（1977年）まで広島大学大学総合科学部教授を務める。その後は、平成元年（1989年）まで広島修道大学教授を務める。平成14年（2002年）3月17日、急性肺炎のため死去。

## 主な著書
- 『広島県の歴史』山川出版社、1978 年
- 後藤陽一・友枝 龍太郎校注『日本思想史大系 30 熊沢蕃山』岩波書店、1971年
- 『安芸国土井家作帳の研究』広島近世史研究会、1977年
- 『近世村落の社会史的研究』渓水社、1982年

## 主な論文
- 「近世思想史上に於ける実学的思惟-熊沢蕃山の時処位論について」『史学研究』45号、1951年
- 「瀬戸内海地域に於ける近世村落の形成」『史学研究』47号、1952年
- 「一九世紀山陽筋農村における富農経営の性格」『史学雑誌』63(7)、1954年
- 「封建権力と村落構成」（社会経済史学会編『封建領主制の確立』有斐閣、1957年）
- 「役家体制」『日本歴史』200号、1965年
- 「近世の身分制と社会」（朝尾直弘編『岩波講座日本歴史 9 近世』岩波書店、1975年）